# Nils Poppe
Nils Einar Poppe (Malmö, 31 maggio 1908 – Helsingborg, 28 giugno 2000) è stato un attore e comico svedese divenuto famoso a livello internazionale per la sua interpretazione nel film Il settimo sigillo di Ingmar Bergman.

## Biografia
Iniziò a recitare nel 1930 dedicandosi alla commedia, al teatro di rivista, all'operetta e al musical, sfruttando anche le sue doti di ballerino e cantante. Nel 1937 comincia a recitare in ruoli cinematografici partecipando a diverse commedie svedesi, tra cui L'irresistibile soldato Bom (1948) che lo rende celebre.
Nel 1957 fu è chiamato da Ingmar Bergman a interpretare il ruolo drammatico di Jof nel Settimo Sigillo, in cui rappresenta un visionario e toccante giullare con la sua piccola compagnia teatrale itinerante.
Tre anni più tardi tornò a lavorare per Bergman nell'Occhio del diavolo, prima di prendersi una pausa per poi ricominciare con l'attività teatrale.
Verso la fine degli anni 1960 e fino al suo ritiro, avvenuto all'età di 85 anni, ha recitato in diversi film per la televisione svedese. Dopo il suo ritiro è stato colpito da una serie di ictus che lo hanno reso cieco, muto e costretto sulla sedia a rotelle.
Nils Poppe è stato anche regista e sceneggiatore; i film da lui diretti sono La coda del diavolo (1946), Ballongen (1947), Dum-Bom (1953) e Lorden från gränden (film TV, 1967). Si sposò due volte con due attrici dalle quali ebbe rispettivamente due figli, la prima volta si sposò con Inga Landgré (1949-1959), e la seconda con Gunilla Poppe (1965-2000).

## Filmografia parziale
- La coda del diavolo (Pengar - en tragikomisk saga), regia di Nils Poppe (1946)
- L'irresistibile soldato Bom (Soldat Bom), regia di Lars-Eric Kjellgren (1948)
- Il settimo sigillo (Det sjunde inseglet), regia di Ingmar Bergman (1957)
- L'occhio del diavolo (Djävulens öga), regia di Ingmar Bergman (1960)

## Doppiatori italiani
- Gianfranco Bellini in Il settimo sigillo, L'occhio del diavolo